# Мурацан
Мураца́н (справжнє ім'я Григор Тер-Ованесян; вірм. Գրիգոր Տեր-Հովհաննիսյան 13 грудня 1854 — 25 серпня 1908) — класик вірменської літератури, автор історичних романів, оповідань та п'єс.

## Біографія
Видатний вірменський письменник Григір Тер-Ованесян народився в 1854 році в місті Шуші Елізаветпольскої губернії Російської імперії в сім'ї ремісника .
Навчався у приватній та церковно-приходській школі, яку закінчив у 1873 році . Після закінчення школи в 1875 — 76 роках він викладав вірменську мову та історію у школі відомого педагога Хорена Степана. У 1877 р Мурацан багато подорожував пам'ятними історичних місцях Карабаху і Сюніка.
У 1878 році Мурацан їде в Тифліс, де навчається ведення бухгалтерії і починає працювати в одному з торгових домів Тифліса. Письменник прожив в Тифлісі до кінця життя. Його останні роки були важкими. Через проблеми в сім'ї письменник тяжко захворів.
Мурацан помер в 1908 році в Тифлісі, залишивши після себе багату творчу спадщину, хоча багато його творів побачили світ лише після його смерті.
Похований в Пантеоні Ходжіванка в Тбілісі.

## Літературна творчість

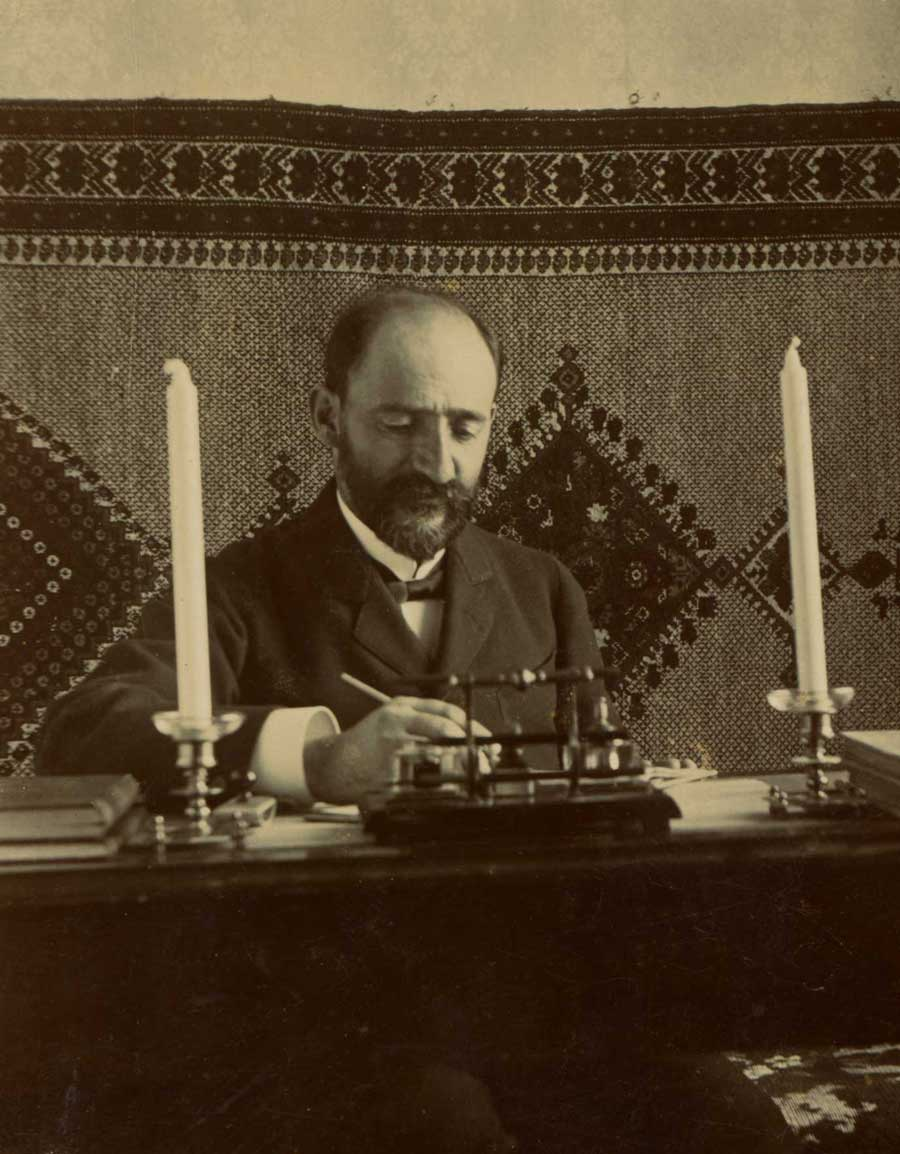
Мурацан за робочим столом

Мурацан почав писати ще в юнацькі роки. Це були в основному романтичні вірші, які публікувалися в періодичних виданнях «Арарат» і «Світанок». У 1881 році він написав історичну драму «Руза або Дівчина-патріотка», яка побачила світ лише в 1900 в журналі «Театр» і відразу ж принесла йому популярність. У 1880-і роки Мурацан написав оповідання, повістей і романів. Це такі твори: «Вірменська протестантська сім'я», «Моя католицька наречена», «Багаті розважаються», «Безпричинна княжна» та інші.
У 1896 році був опублікований роман Мурацана " Геворг Марзпетуні ", в якому розповідається про події X століття епохи вірменського царства Багратидов . В образі вірменського царя Ашота Залізного письменник втілив трагічне протиставлення особистого щастя і боргу. Згідно Мурацану, історична особистість не має права на свободу, а вільна людина не має права бути царем. З цієї точки зору в образі Геворга Марзпетуні Мурацан втілив свій суспільний ідеал.
У 1890 роки Мурацаном були написані оповідання «Горе пані Піларян» (1897), «Протест вінків» (1899), «Чому не взяли мій підпис» (1902), в яких письменник піддав гострій сатирі ідеологів лібералізму. В оповіданнях «Ходжіванк» (1886), «Загадка відгадана» (1890), «Який з двох» (1891), «Чоловік припускає, а жінка розпоряджається» (1897), «До запитання» (1899) письменник показує незрозумілі парадокси, яка криється в психіці людини.
Великою популярністю користуються також такі твори Мурацана, як " Апостол ", «Ноїв ворон», «Центр світу», «Андреас Ерец» та інші.

### «Геворг Марзпетуні»
«Геворг Марзпетуні» є найвідомішим твором Мурацана. Роман був опублікований в 1896 році. В цьому історичному романі Мурацана піднімає питання, які цікавили багатьох письменників у всі часи: яким має бути співвідношення особистої свободи і боргу перед Батьківщиною, в чому полягає героїзм і інші. Мурацана розповідає про події початку X століття, коли вірменський народ вів нерівну боротьбу проти арабського панування. Вірменським царем в той час був Ашот II Залізний — далекоглядний політик і відмінний військовий стратег. Йому протистояв арабський халіф Бешир, який поставив за мету завоювати вірменські землі. Про цей скрутний для Вірменії період Мурацана розповідає на прикладі подій з життя реальної історичної особистості — знатного вірменського дворянина, князя (ішхан) Геворга Марзпетуні, який прославився своїми перемогами в битвах проти арабських загарбників.
Найвідоміший епізод роману оповідає про те, як арабське військо, якие очолював Бешир, просунувшись углиб країни, підходить до берега озера Севан. Бешир сподівається зломити опір вірмен і захопити в полон вірменського царя. Але нечисленного вірменському війську на чолі з Ашотом Залізним, завдяки його хитромудрим планам вдається розбити у багато разів перевершуючу за чисельністю армію арабів.
Головні герої: Геворг Марзпетуні, Ашот II, цариця Саакануйш, няня Седа, Католикос Ованес .

### «Рузан»

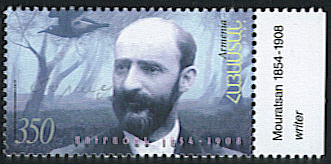
Портрет Мурацана на поштовій марці Республіки Вірменія

«Руза» — віршована драма, в якій дія відбувається в XIII столітті в період монголо-татарських походів на Вірменію. У драмі розповідається про дочку князя Гасан-Джалал Дола, яка була страчена монголо-татарами . Перед обличчям смерті Руза відмовилася зрадити Батьківщину і залишилася вірною своїй вірі .

### «Андреас Ерец»
Сюжет роману «Андреас Ерец» присвячений історії Нахіджевану . Сюжет роману схожий на сюжет «Руза». Дія розгортається в XVII столітті в Айлісі (Айлісська область Нахіджевану). Андреас Ерец, житель цих місць, вмирає від руки ворога. Головний герой книги не відрікається від своєї віри і вмирає в ім'я віри. Сенс твору — «вчити інших відповідальності за щось» і "людську душу підняти проти мук і жорстокості ".